# Landkreis Göttingen
Landkreis Göttingen – powiat w niemieckim kraju związkowym Dolna Saksonia. Siedziba powiatu znajduje się w Getyndze. Najbardziej na południe położony powiat kraju związkowego. 1 listopada 2016 powiat połączono z powiatem Osterode am Harz.

## Podział administracyjny
Powiat składa się z:
- ośmiu miast
- ośmiu samodzielnych gmin (niem. Einheitsgemeinde)
- czterech gmin zbiorowych (Samtgemeinde)
- jednego obszaru wolnego administracyjnie (Gemeindefreies Gebiet)

Miasta
| Lp. | Nazwa miasta           | Ludność (31 grudnia 2015) | Powierzchnia km² |
| --- | ---------------------- | ------------------------- | ---------------- |
| 1   | Bad Lauterberg im Harz | 11.434                    | 41,54            |
| 2   | Bad Sachsa             | 7.830                     | 33,13            |
| 3   | Dransfeld              | 4.156                     | 28,00            |
| 4   | Duderstadt             | 22.114                    | 95,61            |
| 5   | Getynga                | 121.455                   | 117,27           |
| 6   | Hann. Münden           | 24.612                    | 121,11           |
| 7   | Herzberg am Harz       | 14.209                    | 71,88            |
| 8   | Osterode am Harz       | 22.201                    | 102,46           |

Gminy samodzielne
| Lp. | Nazwa gminy      | Ludność (31 grudnia 2015) | Powierzchnia km² |
| --- | ---------------- | ------------------------- | ---------------- |
| 1   | Adelebsen        | 6.626                     | 75,85            |
| 2   | Bad Grund (Harz) | 9.119                     | 41,18            |
| 3   | Bovenden         | 13.529                    | 63,59            |
| 4   | Friedland        | 10.726                    | 75,68            |
| 5   | Gleichen         | 9.411                     | 128,93           |
| 6   | Rosdorf          | 12.050                    | 66,39            |
| 7   | Staufenberg      | 8.188                     | 77,55            |
| 8   | Walkenried       | 4.537                     | 20,97            |

Gminy zbiorowe
| Lp. | Nazwa gminy     | Ludność (31 grudnia 2015) | Powierzchnia km² | Liczba gmin |
| --- | --------------- | ------------------------- | ---------------- | ----------- |
| 1   | Dransfeld       | 9.484                     | 122,42           | 5           |
| 2   | Gieboldehausen  | 14.280                    | 104,70           | 10          |
| 3   | Hattorf am Harz | 7.921                     | 57,48            | 4           |
| 4   | Radolfshausen   | 7.427                     | 68,31            | 5           |

Obszary wolne administracyjnie:
| Lp. | Nazwa obszaru | Ludność (31 grudnia 2015) | Powierzchnia km² |
| --- | ------------- | ------------------------- | ---------------- |
| 1   | Harz          | teren niezamieszkany      | 267,37           |

## Współpraca
Miejscowość partnerska powiatu:
- Steglitz-Zehlendorf, Berlin